# Slaget vid Utria
Slaget vid Utria (Estniska: Utria dessant) bekämpades i Utria, Estland mellan Estland och Sovjetunionen den 17 - 20 januari 1919 under det estniska frihetskriget. En estländsk styrka med framförallt finska frivilliga landsteg vid kusten utanför den lilla estländska byn Utria. Utria som för tillfället var under sovjetisk kontroll försvarades av styrkor ledda av Nikolaj Ivanov. Befälhavaren över landstigningsstyrkan var amiral Johan Pitka. Han fick understöd av den svenske officeren Martin Ekström, kapten Aleksander Paulus och Anto Nestori Eskola. Landstigningen lyckades för estländarna, vilket ledde till att man senare kunde erövra Narva.